# Heng Chee How

Heng Chee How

Heng Chee How (chinesisch 王志豪, Pinyin Wáng Zhìháo; * 1961) ist ein Politiker der People’s Action Party (PAP) aus Singapur, der unter anderem seit 2001 Mitglied des Parlaments ist und verschiedene Juniorministerposten innehatte. Seit 2018 ist er Leitender Staatsminister im Verteidigungsministerium. Er ist ferner seit 1999 auch stellvertretender Generalsekretär des Nationalen Gewerkschaftsverbandes NTUC (National Trades Union Congress).

## Leben

### Studien, Polizeioffizier und Gewerkschaftsfunktionär
Heng Chee How erwarb nach dem Schulbesuch 1977 zunächst ein General Certificate of Education (GCE) O-Level sowie 1979 ein GCE A-Level und trat 1980 in den Polizeidienst (Singapore Police Force) ein. Er begann daraufhin mit einem Stipendium der Polizei ein grundständiges Studium an der University of Cambridge, das er 1983 mit einem Bachelor of Arts (B.A.) beendete. Nachdem er für einige Zeit im Polizeidienst tätig gewesen war, absolvierte er ein weiteres Studium an der University of Cambridge und schloss dieses 1986 mit einem Master of Arts (M.A.) ab. Nach einer weiteren Verwendung als Polizeioffizier begann er 1990 mit einem Stipendium der Polizei sowie der „Edward Sagendorph Mason-Stiftung“ ein Studium im Fach Verwaltungswissenschaft an der John F. Kennedy School of Government (HKS) der Harvard University, welches er 1992 mit einem Master of Public Administration (M.P.A.) beendete und hierfür 1992 mit dem „Lucius Littauer Fellowship Award“ der Harvard Kennedy School ausgezeichnet wurde. Nach seiner Rückkehr übernahm er weitere hochrangige Funktionen innerhalb der Singapore Police Force als Leiter der Personalabteilung sowie als Kommandeur der Geylang Police Division, ehe er 1995 aus dem aktiven ausschied.
Im Anschluss wechselte Heng in Zentrale des Nationalen Gewerkschaftsverbandes NTUC (National Trades Union Congress) und war zunächst zwischen 1995 und 1998 Chief Executive Officer (CEO) des NTUC-Clubs sowie von 1997 bis 1999 Assistierender Generalsekretär des NTUC. Seit 1999 ist er stellvertretender Generalsekretär des NTUC und diente damit bislang mit Lim Boon Heng (1993 bis 2007), Lim Swee Say (2007 bis 2015), Chan Chun Sing (2015 bis 2018) sowie Ng Chee Meng (seit 2015) vier Generalsekretären des NTUC als Stellvertreter.

### Parlamentsmitglied und Staatsminister
Bei den Wahlen vom 3. November 2001 wurde Heng Chee How für die People’s Action Party (PAP) im Gruppen-Wahlkreis GRC (Group Representation Constituency) Jalan Besar erstmals zum Mitglied des Parlaments gewählt. Am 24. November 2001 wurde er Bürgermeister des Central Singapore District und bekleidete dieses Amt bis zum 29. Mai 2006. Nach dem Amtsantritt von Premierminister Lee Hsien Loong wurde er am 12. August 2004 Staatsminister im Ministerium für Handel und Industrie (Minister of State, Ministry of Trade and Industry) und bekleidete dieses Amt bis zum 30. September 2005. Zugleich fungierte er zwischen dem 1. Mai 2005 und dem 29. Mai 2006 als Staatsminister im Ministerium für nationale Entwicklung (Minister of State, Ministry of National Development).
Bei den Parlamentswahlen am 6. April 2006 wurde Heng für die PAP im Wahlkreis Jalan Besar GRC wieder zum Mitglied des Parlaments gewählt. In der Folgezeit bekleidete er zwischen dem 30. Mai 2006 und dem 31. März 2008 zunächst den Posten als Staatsminister im Gesundheitsministerium (Minister of State, Ministry of Health) sowie anschließend vom 1. April 2008 bis zum 20. Mai 2011 als Staatsminister im Amt des Premierministers (Minister of State, Prime Minister’s Office). Bei den Wahlen am 7. Mai 2011 wurde er nunmehr im Einzel-Wahlkreis SMC (Single Member Constituency) Whampoa, der bislang zum Gruppen-Wahlkreis Jalan Besar GRC gehörte, abermals zum Mitglied des Parlaments gewählt. Nach der Wahl wurde er am 21. Mai 2011 Leitender Staatsminister im Amt des Premierministers (Senior Minister of State, Prime Minister’s Office) und bekleidete dieses Amt als enger Mitarbeit von Premierminister Lee Hsien Loong bis zum 30. April 2018. Zugleich fungierte er zwischen dem 31. Mai 2011 und dem 30. September 2015 auch als Deputy Leader of the House und damit als stellvertretender Vorsitzender des PAP-Mehrheitsfraktion im Parlament.
Nachdem der Einzelwahlkreis Whampoa wieder dem Gruppen-Wahlkreis Jalan Besar GRC zugeordnet wurde, wurde Heng Chee How bei den Wahlen am 11. September 2015 dort für die PAP wieder zum Parlamentsmitglied gewählt. Er ist seit dem 1. Mai 2018 Leitender Staatsminister im Verteidigungsministerium (Senior Minister of State, Ministry of Defence) und wurde auch bei den Wahlen am 11. Juli 2020 wurde er für die PAP im Wahlkreis Jalan Besar GRC erneut zum Mitglied des Parlaments gewählt.